# Умм-Харатай
Умм-Харатай (англ. Umm Haratayn, араб. ام حارتين) — поселення в Сирії, що складає невеличку друзьку общину в нохії Ас-Сура-ас-Сахіра, яка входить до складу мінтаки Шахба в південній сирійській мухафазі Ас-Сувейда.